# Trinkhalle (Karlova Studánka)

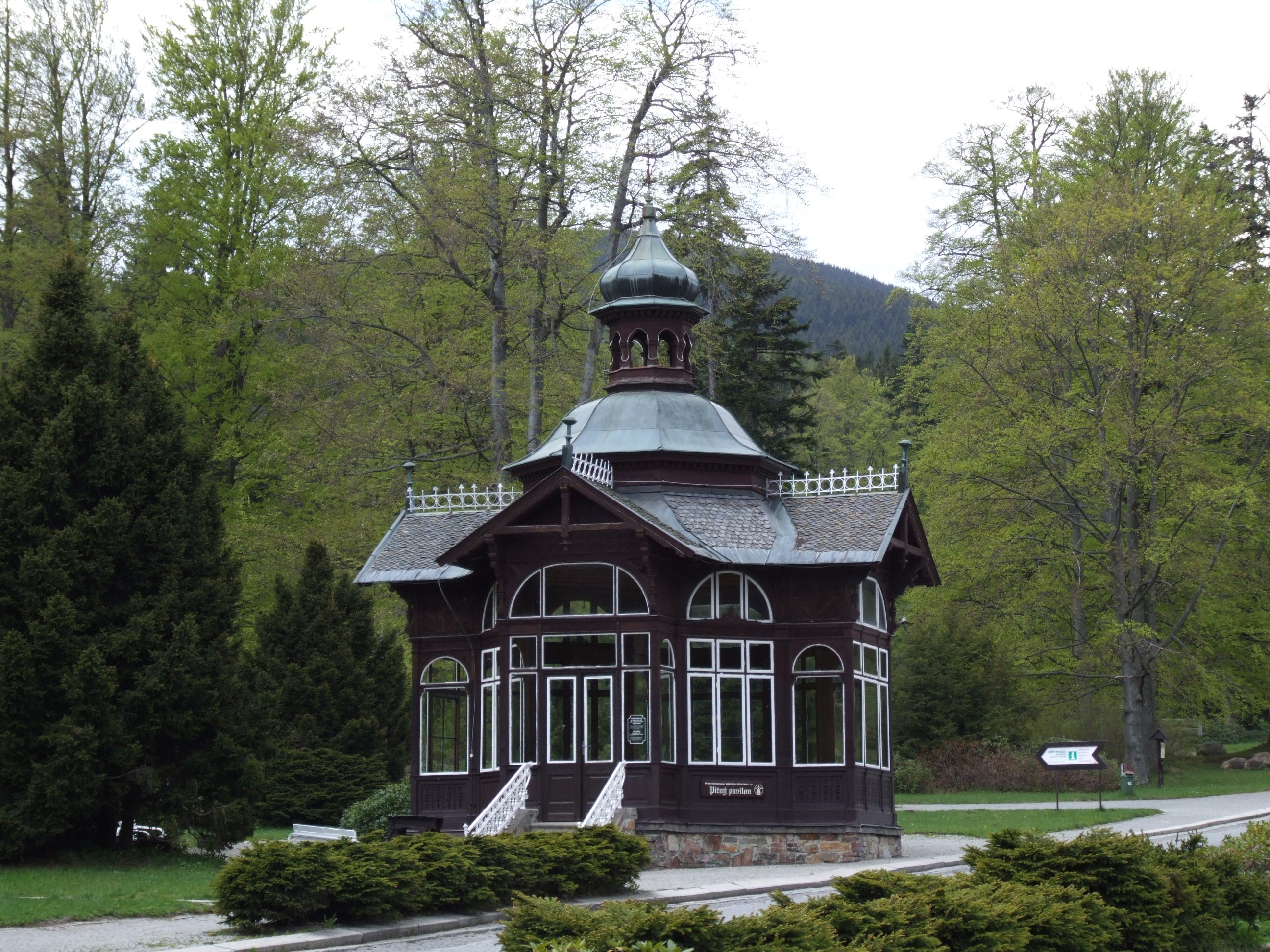
Trinkhalle in Bad Karlsbrunn, Eingangsseite

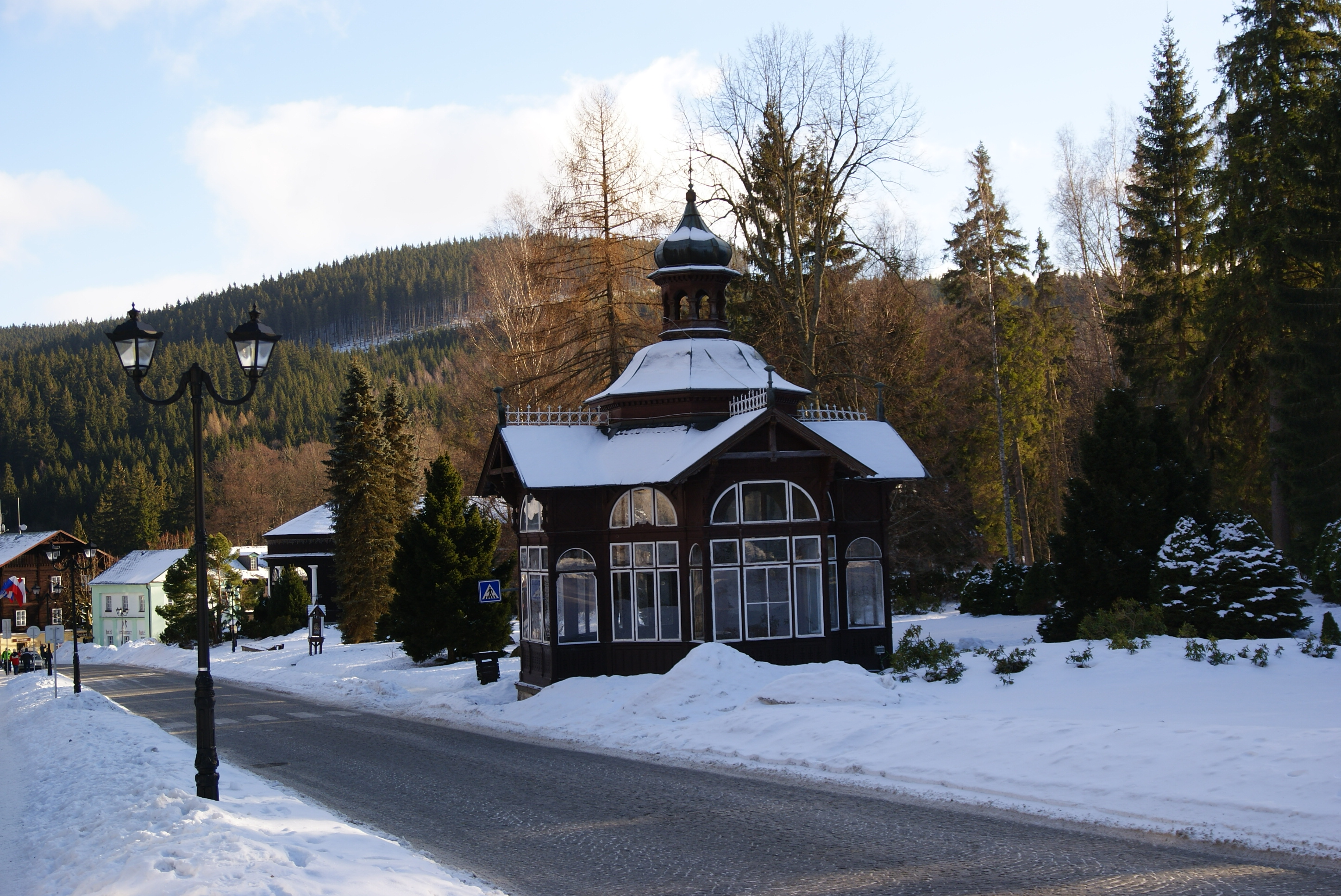
Rückseite

Die Trinkhalle in Karlova Studánka (deutsch Bad Karlsbrunn), einem tschechischen Kurort im Bezirk Bruntál, wurde 1895 errichtet. Die Trinkhalle an der Hauptstraße ist seit 2012 ein geschütztes Kulturdenkmal.
Im hölzernen Pavillon über der Wilhelms-Quelle, der von einer Laterne bekrönt wird, wird auch heute noch das Mineralwasser kostenlos abgegeben.